# Titularbistum Ioppe
Das Bistum Ioppe (italienisch diocesi di Joppe, lateinisch Dioecesis Ioppitana) ist ein Titularbistum der römisch-katholischen Kirche und hat seinen Ursprung im heutigen Tel Aviv-Jaffa (Israel).
| Titularbischöfe von Ioppe |                                            |                                                                           |                    |                   |
| Nr.                       | Name                                       | Amt                                                                       | von                | bis               |
| 1                         | Matteo II. Sanudo                          | Koadjutorbischof von Concordia (Sagittaria) (Italien)                     | 2. Dezember 1615   | 1616              |
| 2                         | Philipp Friedrich von Breuner              | Weihbischof in Olmütz (Tschechien)                                        | 9. September 1630  | 5. September 1639 |
| 3                         | Georg Pauli-Stravius                       | Weihbischof in Köln (Deutschland)                                         | 26. März 1640      | 7. Februar 1661   |
| 4                         | Friedrich von Tietzen-Schlütter            | Weihbischof in Hildesheim / Apostolischer Vikar des Nordens (Deutschland) | 12. Dezember 1677  | 4. November 1696  |
| 5                         | Seweryn Szczuka                            | Weihbischof in Kulm (Polen)                                               | 26. November 1703  | 11. Dezember 1727 |
| 6                         | Hyacinthe Le Blanc OESA                    |                                                                           | 12. April 1728     |                   |
| 7                         | Johann Georg Joseph von Eckart             | Weihbischof in Mainz (Deutschland)                                        | 11. September 1769 | 17. Juni 1791     |
| 8                         | Francesco Giovanni Scutellari Ajani        |                                                                           | 17. Juni 1793      | 18. Juni 1826     |
| 9                         | Alexis-Basile-Alexandre Menjaud            | Koadjutorbischof von Nancy (Frankreich)                                   | 18. Februar 1839   | 11. Juli 1844     |
| 10                        | Carl Franz Prucha (Karel František Průcha) | Weihbischof in Prag (Tschechien)                                          | 6. März 1871       | 1883              |
| 11                        | Eugene O’Connell                           | emeritierter Bischof von Grass Valley (Kalifornien, USA)                  | 17. März 1884      | 14. Dezember 1891 |
| 12                        | Joseph van der Stappen                     | Weihbischof in Mechelen (Belgien)                                         | 15. Juni 1893      |                   |
| 13                        | Eugenio Massi OFM                          | Apostolischer Vikar von Hankow (Republik China)                           | 15. Februar 1910   | 10. Dezember 1944 |
| 14                        | Apollinaris William Baumgartner OFMCap     | Apostolischer Vikar von Guam (Ozeanien)                                   | 25. August 1945    | 14. Oktober 1965  |